# María Elena Etcheberry
María Elena Etcheberry Court (12 de septiembre de 1958) es una abogada y empresaria chilena. Fue superintendenta de Isapres del Gobierno de Eduardo Frei Ruiz-Tagle.

## Familia y estudios
Es la mayor de las cinco hijas del matrimonio entre el penalista Alfredo Etcheberry Orthusteguy y Elena Court Vallebona.
Pese a sus inclinaciones artísticas, se matriculó en la Facultad de Derecho de la Universidad de Chile, titulándose como abogada al igual que su padre.
Contrajo matrimonio con Jaime Winter Garcés, con quien tuvo cinco hijos,[cita requerida] uno de ellos el diputado Gonzalo Winter.

## Carrera
Tras titularse ejerció privadamente su profesión. En 1990 ingresó a la recién creada Superintendencia de Isapres, donde asumió como abogada de la Fiscalía del organismo. En enero de 1991 asumió la jefatura del Departamento de Controversias de la entidad y desde noviembre del mismo año se desempeñó como fiscal de la Superintendencia.
Pese a su independencia política, en 1994, cuando Eduardo Frei Ruiz Tagle asumió como Presidente de Chile, pasó a ocupar la titularidad de la Superintendencia de Isapres, por iniciativa del ministro de Salud Carlos Massad. De su paso por la entidad fiscalizadora se destaca la promulgación, en 1995, de la nueva Ley de Isapres, de la cual fue una de sus principales impulsoras.
Tras dejar esta responsabilidad pasó al sector privado, incursionando en el negocio de las comunicaciones estratégicas, primero en Nexos Comunicaciones y luego como socia de la empresa Grupo Etcheberry, de la cual fue una de sus fundadoras.